# Cratere Widmannstätten
Widmannstätten è un cratere lunare di 52,88 km situato nella parte sud-orientale della faccia visibile della Luna.